# Sport Club Fortuna Köln 2021-2022
Questa voce raccoglie le informazioni riguardanti il Sport Club Fortuna Köln nelle competizioni ufficiali della stagione 2021-2022.

## Stagione
Nella stagione 2021-2022 il Fortuna Colonia, allenato da Alexander Ende, concluse il campionato di Regionalliga ovest al 5º posto.

## Rosa
| N. |                     | Ruolo | Calciatore             |
| -- | ------------------- | ----- | ---------------------- |
| 1  | Germania (bandiera) | P     | André Weis             |
| 3  | Germania (bandiera) | D     | Sören Dieckmann        |
| 4  | Germania (bandiera) | D     | Dominik Lanius         |
| 5  | Germania (bandiera) | D     | Jan-Luca Rumpf         |
| 7  | Germania (bandiera) | A     | Sascha Marquet         |
| 8  | Croazia (bandiera)  | C     | Stipe Batarilo-Cerdic  |
| 9  | Germania (bandiera) | A     | Leon Demaj             |
| 10 | Germania (bandiera) | C     | Maik Kegel             |
| 11 | Nigeria (bandiera)  | A     | Francis Ubabuike       |
| 13 | Polonia (bandiera)  | C     | André Dej              |
| 13 | Germania (bandiera) | C     | Nicolas Westerhoff     |
| 14 | Germania (bandiera) | A     | Mike Owusu             |
| 15 | Germania (bandiera) | C     | Kai Försterling        |
| 17 | Germania (bandiera) | D     | Dan-Patrick Poggenberg |
| 19 | Turchia (bandiera)  | C     | Batuhan Özden          |

| N. |                     | Ruolo | Calciatore          |
| -- | ------------------- | ----- | ------------------- |
| 20 | Germania (bandiera) | D     | Pascal Itter        |
| 21 | Germania (bandiera) | A     | Suheyel Najar       |
| 23 | Germania (bandiera) | D     | Seymour Fünger      |
| 23 | Germania (bandiera) | D     | Lasse Kelp          |
| 25 | Germania (bandiera) | C     | Timo Hölscher       |
| 27 | Marocco (bandiera)  | A     | Ismail Harnafi      |
| 28 | Francia (bandiera)  | A     | Dimitry Imbongo     |
| 29 | Togo (bandiera)     | D     | Jean-Marie Nadjombe |
| 30 | Germania (bandiera) | D     | Jannik Löhden       |
| 31 | Germania (bandiera) | C     | Nico Brandenburger  |
| 33 | Germania (bandiera) | P     | Felix Buer          |
| 33 | Germania (bandiera) | P     | Paul Schünemann     |
| 34 | Germania (bandiera) | P     | Hannes Kramp        |
| 44 | Germania (bandiera) | D     | Albin Thaqi         |

## Organigramma societario
Area tecnica
- Allenatore: Alexander Ende
- Allenatore in seconda: Zlatko Muhović
- Preparatore dei portieri: Adam Kasprzik
- Preparatori atletici:
- Analisi video:

## Calciomercato

### Sessione estiva
| Acquisti | Acquisti              | Acquisti               | Acquisti |
| R.       | Nome                  | da                     | Modalità |
| -------- | --------------------- | ---------------------- | -------- |
| C        | Stipe Batarilo-Cerdic | Alemannia Aquisgrana   |          |
| P        | Felix Buer            | Homberg                |          |
| A        | Leon Demaj            | Sportfreunde Lotte     |          |
| D        | Sören Dieckmann       | Sandhausen             |          |
| D        | Seymour Fünger        | Bayer Leverkusen U19   |          |
| A        | Ismail Harnafi        | Borussia M'gladbach II |          |
| A        | Dimitry Imbongo       | Barakaldo              |          |
| A        | Sascha Marquet        | Steinbach              |          |
| P        | André Weis            | Viktoria Colonia       |          |

| Cessioni | Cessioni         | Cessioni                      | Cessioni |
| R.       | Nome             | a                             | Modalità |
| -------- | ---------------- | ----------------------------- | -------- |
| D        | Noe Baba         | Uerdingen 05                  |          |
| C        | Yoschua Grazina  | BC Viktoria Glesch-Paffendorf |          |
| D        | Nico Ochojski    | Verl                          |          |
| A        | Roman Prokoph    | Wuppertal                     |          |
| P        | Kevin Rauhut     | Freiberg                      |          |
| C        | Hamza Salman     | Rödinghausen                  |          |
| P        | Martin Velichkov | LR Ahlen                      |          |

### Sessione invernale
| Acquisti | Acquisti    | Acquisti             | Acquisti |
| R.       | Nome        | da                   | Modalità |
| -------- | ----------- | -------------------- | -------- |
| C        | André Dej   | Alemannia Aquisgrana |          |
| D        | Albin Thaqi | Borussia Dortmund II |          |

| Cessioni | Cessioni   | Cessioni    | Cessioni |
| R.       | Nome       | a           | Modalità |
| -------- | ---------- | ----------- | -------- |
| A        | Riki Isobe | SV Deutz 05 |          |

## Risultati

### Regionalliga ovest

#### Girone di andata
| Arbitro: | Exuzidis |

|                        |           |  |
| Ubabuike 16’ Demaj 75’ | Marcatori |  |

| Arbitro: | Dardenne |

|            |           |                                                   |
| Kaiser 90’ | Marcatori | 7’ Poggenberg 24’ Najar 45’ Marquet 72’ Dieckmann |

| Arbitro: | Liedtke |

|            |           |              |
| Marquet 9’ | Marcatori | 18’ Holldack |

| Arbitro: | Goldmann |

|                               |           |             |
| Heber 59’ Dürholtz 88’ (rig.) | Marcatori | 45’ Marquet |

| Arbitro: | Rupert |

|             |           |  |
| Marquet 90’ | Marcatori |  |

| Arbitro: | Weller |

|             |           |                     |
| Prokoph 72’ | Marcatori | 74’ Batarilo-Cerdic |

| Arbitro: | Aarts |

|  |           |                       |
|  | Marcatori | 20’ Marquet 55’ Najar |

| Colonia 19 settembre 2021, ore 14:00 CEST 8ª giornata | Fortuna Colonia | 0 – 0 referto | F. Düsseldorf II | Südstadion (1 850 spett.)\| Arbitro: \| Habibi \| |
| Arbitro:                                              | Habibi          |               |                  |                                                   |

| Duisburg 25 settembre 2021, ore 14:00 CEST 9ª giornata | Homberg | 0 – 0 referto | Fortuna Colonia | PCC-Stadion (400 spett.)\| Arbitro: \| Ernst \| |
| Arbitro:                                               | Ernst   |               |                 |                                                 |

| Arbitro: | Habibi |

|                                             |           |                             |
| Marquet 16’ Lanius 71’ Hoffmeier 74’ (aut.) | Marcatori | 42’ Schauerte 83’ Bindemann |

| Arbitro: | Liedtke |

|                    |           |           |
| Dadaşov 83’ (rig.) | Marcatori | 87’ Najar |

| Arbitro: | Erk |

|                                                     |           |                            |
| Najar 30’ Marquet 43’ Imbongo 68’ Brandenburger 85’ | Marcatori | 38’ Steringer 42’ Halbauer |

| Arbitro: | Schuh |

|  |           |                          |
|  | Marcatori | 38’ Imbongo 54’ Ubabuike |

| Arbitro: | Exuzidis |

|                                                  |           |  |
| Lanius 17’ Owusu 47’ Sierck 71’ (aut.) Najar 84’ | Marcatori |  |

| Arbitro: | Engelmann |

|  |           |           |
|  | Marcatori | 66’ Najar |

| Arbitro: | Tietze |

|            |           |              |
| Lanius 51’ | Marcatori | 26’ Nottbeck |

| Arbitro: | Dardenne |

|  |           |            |
|  | Marcatori | 79’ Lanius |

| Arbitro: | Koj |

|                      |           |           |
| Demaj 2’ Marquet 57’ | Marcatori | 75’ Meuer |

| Arbitro: | Holz |

|                   |           |                       |
| Brauer 90’ (rig.) | Marcatori | 37’ Owusu 85’ Imbongo |

#### Girone di ritorno
| Arbitro: | Jäger |

|  |           |                          |
|  | Marcatori | 9’ Demaj 90’ Försterling |

| Arbitro: | Gansloweit |

|             |           |  |
| Marquet 65’ | Marcatori |  |

| Arbitro: | Delfs |

|  |           |                     |
|  | Marcatori | 26’ Batarilo-Cerdic |

| Arbitro: | Koj |

|                                         |           |                                        |
| Marquet 26’ (rig.) Najar 76’ Lanius 84’ | Marcatori | 13’ Engelmann 29’ Young 82’ Kleinsorge |

| Arbitro: | Erk |

|  |           |                                 |
|  | Marcatori | 30’ Marquet 76’ Batarilo-Cerdic |

| Arbitro: | Holz |

|                     |           |  |
| Batarilo-Cerdic 21’ | Marcatori |  |

| Arbitro: | Erk |

|             |           |                              |
| Marquet 77’ | Marcatori | 39’ Bunjaku 71’ (rig.) Güler |

| Arbitro: | Schäfer |

|              |           |            |
| Mansfeld 22’ | Marcatori | 83’ Löhden |

| Arbitro: | Visse |

|            |           |          |
| Lanius 71’ | Marcatori | 5’ Pfalz |

| Arbitro: | Aarts |

|               |           |  |
| Bindemann 75’ | Marcatori |  |

| Arbitro: | Bramkamp |

|                |           |                  |
| Demaj 62’, 86’ | Marcatori | 24’, 61’ Scienza |

| Arbitro: | Rupert |

|  |           |                               |
|  | Marcatori | 75’ Demaj 85’ (aut.) Schubert |

| Arbitro: | Severins |

|             |           |            |
| Marquet 83’ | Marcatori | 33’ Kreyer |

| Arbitro: | Exuzidis |

|                |           |           |
| Fesenmeyer 44’ | Marcatori | 81’ Demaj |

| Arbitro: | Engelmann |

|                      |           |                                |
| Demaj 56’ Löhden 90’ | Marcatori | 34’ Fehler 45’ Pudel 90’ Osawe |

| Arbitro: | Tietze |

|                      |           |                       |
| Mittelstädt 68’, 77’ | Marcatori | 20’ Demaj 61’ Marquet |

| Colonia 30 aprile 2022, ore 14:00 CEST 36ª giornata | Fortuna Colonia | 0 – 0 referto | Alemannia Aquisgrana | Südstadion (3 350 spett.)\| Arbitro: \| Marx \| |
| Arbitro:                                            | Marx            |               |                      |                                                 |

| Arbitro: | Delfs |

|  |           |                                      |
|  | Marcatori | 28’ Najar 58’, 61’ Marquet 72’ Demaj |

| Arbitro: | Scheper |

|                    |           |              |
| Najar 4’ Demaj 85’ | Marcatori | 60’ Fionouke |

## Statistiche

### Statistiche di squadra
| Competizione | Punti | In casa | In casa | In casa | In casa | In casa | In casa | In trasferta | In trasferta | In trasferta | In trasferta | In trasferta | In trasferta | Totale | Totale | Totale | Totale | Totale | Totale | DR  |
| Competizione | Punti | G       | V       | N       | P       | Gf      | Gs      | G            | V            | N            | P            | Gf           | Gs           | G      | V      | N      | P      | Gf     | Gs     | DR  |
| ------------ | ----- | ------- | ------- | ------- | ------- | ------- | ------- | ------------ | ------------ | ------------ | ------------ | ------------ | ------------ | ------ | ------ | ------ | ------ | ------ | ------ | --- |
| Regionalliga | 74    | 19      | 9       | 8       | 2       | 32      | 20      | 19           | 11           | 6            | 2            | 30           | 11           | 38     | 20     | 14     | 4      | 62     | 31     | +31 |
| Totale       | 74    | 19      | 9       | 8       | 2       | 32      | 20      | 19           | 11           | 6            | 2            | 30           | 11           | 38     | 20     | 14     | 4      | 62     | 31     | +31 |

### Andamento in campionato
| Giornata  | 1 | 2 | 3 | 4 | 5 | 6 | 7 | 8 | 9 | 10 | 11 | 12 | 13 | 14 | 15 | 16 | 17 | 18 | 19 | 20 | 21 | 22 | 23 | 24 | 25 | 26 | 27 | 28 | 29 | 30 | 31 | 32 | 33 | 34 | 35 | 36 | 37 | 38 |
| --------- | - | - | - | - | - | - | - | - | - | -- | -- | -- | -- | -- | -- | -- | -- | -- | -- | -- | -- | -- | -- | -- | -- | -- | -- | -- | -- | -- | -- | -- | -- | -- | -- | -- | -- | -- |
| Luogo     | C | T | C | T | C | T | T | C | T | C  | T  | C  | T  | C  | T  | C  | T  | C  | T  | T  | C  | T  | C  | T  | C  | C  | T  | C  | T  | C  | T  | C  | T  | C  | T  | C  | T  | C  |
| Risultato | V | V | N | P | V | N | V | N | N | V  | N  | V  | V  | V  | V  | N  | V  | V  | V  | V  | V  | V  | N  | V  | V  | P  | N  | N  | P  | N  | V  | N  | N  | P  | N  | N  | V  | V  |
| Posizione | 3 | 1 | 4 | 8 | 5 | 8 | 5 | 6 | 6 | 6  | 7  | 4  | 3  | 2  | 2  | 4  | 4  | 4  | 2  | 1  | 1  | 1  | 1  | 1  | 1  | 1  | 3  | 3  | 3  | 4  | 3  | 3  | 5  | 5  | 5  | 5  | 5  | 5  |

Legenda:

Luogo: C = Casa; T = Trasferta. Risultato: V = Vittoria; N = Pareggio; P = Sconfitta.

### Statistiche dei giocatori
| S. Batarilo-Cerdic | 35 | 4  | 3  | 0 |
| N. Brandenburger   | 6  | 1  | 1  | 0 |
| F. Buer            | 1  | 0  | 0  | 0 |
| A. Dej             | 15 | 0  | 3  | 0 |
| L. Demaj           | 31 | 11 | 3  | 0 |
| S. Dieckmann       | 31 | 1  | 2  | 0 |
| K. Försterling     | 30 | 1  | 2  | 0 |
| S. Fünger          | 19 | 0  | 7  | 0 |
| I. Harnafi         | 9  | 0  | 0  | 1 |
| T. Hölscher        | 29 | 0  | 1  | 0 |
| D. Imbongo         | 21 | 3  | 4  | 0 |
| P. Itter           | 14 | 0  | 0  | 0 |
| M. Kegel           | 29 | 0  | 10 | 0 |
| L. Kelp            | 0  | 0  | 0  | 0 |
| H. Kramp           | 0  | 0  | 0  | 0 |
| D. Lanius          | 32 | 6  | 1  | 0 |
| J. Löhden          | 29 | 2  | 9  | 0 |
| S. Marquet         | 36 | 16 | 2  | 0 |
| J. Nadjombe        | 24 | 0  | 1  | 0 |
| S. Najar           | 38 | 9  | 4  | 0 |
| M. Owusu           | 34 | 2  | 1  | 0 |
| D. Poggenberg      | 25 | 1  | 5  | 0 |
| J. Rumpf           | 17 | 0  | 4  | 0 |
| P. Schünemann      | 0  | 0  | 0  | 0 |
| A. Thaqi           | 6  | 0  | 1  | 0 |
| F. Ubabuike        | 18 | 2  | 0  | 0 |
| A. Weis            | 37 | 0  | 2  | 0 |
| N. Westerhoff      | 0  | 0  | 0  | 0 |
| B. Özden           | 0  | 0  | 0  | 0 |